# Hemisférios de Magdeburgo

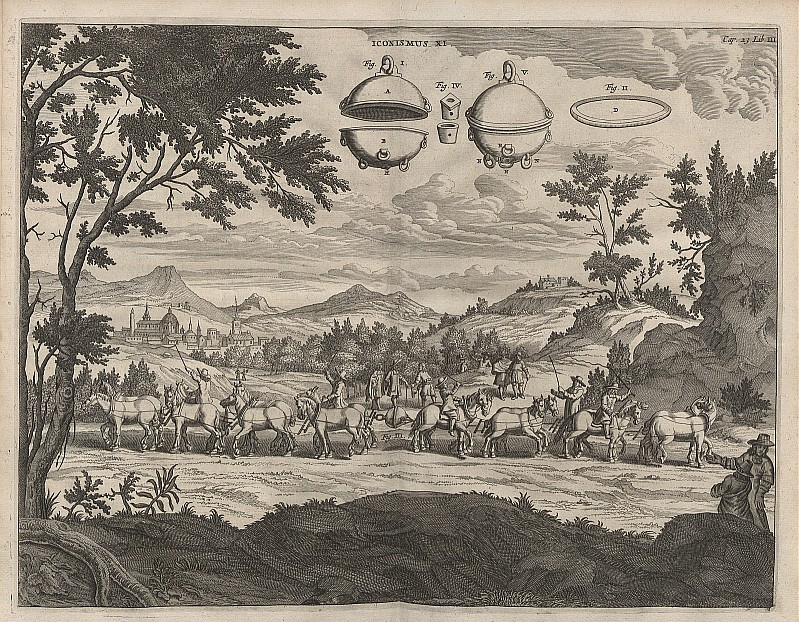
Reprodução de gravura original do livro de Otto von Guericke de 1672.

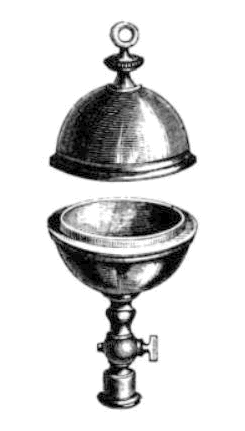
Pequena representação do conceito do hemisfério de Magdeburgo

Os hemisférios de Magdeburgo, ou de Madeburgo, consistem em uma experiência científica em que duas abóbadas metálicas ocas de forma hemisférica se ajustam uma com a outra formando uma esfera. Do interior se extrai o ar com uma máquina pneumática (uma bomba de vácuo), provocando um vácuo. Sua origem se deve a Otto von Guericke, burgomestre de Magdeburgo, que foi também o inventor da máquina pneumática.